# Добренські з Добренич
Добренські з Добрениць — давній Богемський (чеський) шляхетський рід, що походить з міста Добрениць, розташованого за 15 км на південний захід від Градець-Кралова.

## Історія
Перші згадки про членів роду належать до 14 століття — Іван (Ян), власник Добрениць і Кратоногів, який став відомим як добрий господар. Перша документальна згадка датується 1339 роком, коли свідками виступають Зденек і Богунек із Добрениць. У 1353—1370 роках згадується Сиптіхнев з Кошиць. Його син Грох з Кошиць став парохом у Добреницях, а потім писав себе як пан із Добрениць.
У 15 столітті рід Добренських розділився на чотири лінії, які надалі або розділилися, або зникли. Деякі представники родини обрали військову кар'єру чи працювали на державній службі, деякі працювали намісниками (губернаторами) області в Богемському королівстві. У 17 столітті вони піднялися до статусу пана, а 1906 року отримали титул графа.
Палац в Добрениці до 1862 року належала родині Добренських. Власники міста, на місці колишньої фортеці у 1693 році звели бароковий замок, який був спалено 1775 року під час селянського повстання. 1865 року палац у Добреницях був відбудований новими власниками в неокласичному стилі.
Окрім цього палацу, родина Добренських у 19 сторіччі мала маєтки Хотебор, Пландри та Потштейн. Перед Першою світовою війною їхній замок у Потштейні був культурним осередком, який відвідували, зокрема, Райнер Рільке та Карл Краус.
Після Другої світової війни родина була вигнана радянською владою, а їх майно конфісковано у 1948 році. Після падіння комунізму, у 1992 році, родина отримала назад землю та замок Хотеборж. Деякі члени родини повернулися до Чехії.
Протягом своєї історії родина Добренських були споріднені з панами Гауґвіц з Біскупіце, Догальських з Догаліце, Гарбуваль-Шамаре, Пачтами з Райова, Бубнів з Літича та іншими.
На гербі роду зображений лелека. За легендою один з представників роду був у турецькому полоні і лелека, який прилетів улітку до нього, допоміг йому повернутися. Лелека зображений в блакитному полі.
26 лютого 1912 року, як один з 64 графських родів, родина Добренських отримала спадкове місце в Палаті шляхти, верхній палаті Імперської ради Австрійської імперії. У 1938 і 1939 роках родина Добренських підписала Декларацію чеської шляхти на захист Чехословацької держави та народу від німецької та угорської агресії.

## Представники роду
- Богунєк Добренський з Добрениці (1472—1517), засновник гілки Барча.
- Їндржих Куната Добренський з Добрениці (після 1566—1619), гетьман Грудимського краю.
- Карел Куната обренський з Добрениці (1613—1647), гетьман Грудимського краю, прийняв католицьку віру, повернув Добрениці для родини від Кінських.
- Ян Олдрих (1623–після 1691) працював дипломатом, на курфюрста Бранденбургу та вів переговори щодо укладення Бранденбурзько-Шведської угоди. Його син Богуслав Бедрих († бл. 1707) командував армією, яка йшла на допомогу обложеному Відню 1683 року, і був піднесений до статусу пана.
- Карел Фердинанд Добженський з Добженіца (1671—1728), гетьман Градецького краю.
- Вацлав Петро Добренський (1710—1783), піднесений до пана у 1744 році, організатор святкування нібито тисячолітнього існування родини у 1781 році.
- Франтішек Карел (1713—1755), у 1744 р. зі своїми братами піднесений до статусу пана
- Ян Йозеф I Добренський, (1721—1796) з 1744 р. вільний пан, його сини заснували лінії Хотеборж і Потштейн.
- Ян Олдржіх (1623–після 1691) працював дипломатом, працював на курфюрста Бранденбурга та вів переговори щодо укладення бранденбурзько-шведського договору.
- Антонін Добренський (1807—1869) австрійський генерал і віце-маршал.
- Альжбета Добренська (1875—1951), вийшла заміж за Педро де Алькантара, принца Орлеанського-Браганза.
- Ян Йосиф Добренський, 50-й Великий магістр Ордену Святого Лазаря.